# Municipalità di Kingborough
La municipalità di Kingsborough è una delle 29 local government areas che si trovano in Tasmania, in Australia. Essa si estende su di una superficie di 717 chilometri quadrati ed ha una popolazione di 31.706 abitanti. La sede del consiglio si trova a Kingston.